# Hester Thrale
Hester Thrale   (Sir Gaernarfon, 27 de gener de 1741 - Clifton, 2 de maig de 1821) fou la redactora gal·lesa d'un periòdic, viatgera arreu d'Europa, escriptora i protectora d'artistes i escriptors, com l'escriptor anglès Samuel Johnson (1769 i 1784).
El seu nom de soltera fou Hester Lynch Salusbury, adoptant el de Lynch Thrale després del seu matrimoni el 1763 amb Henry Thrale, (mort el 1781), un fabricant de cervesa amb el que tingué dotze fills. Més tard adoptà el nom de Lynch Piozzi pel seu segon matrimoni amb el cantant i compositor d'origen italià, Gabriele Mario Piozzi, (1740-1809). El seu saló literari fou freqüentat tant a Londres com a Gal·les per personatges de la política, les lletres i les arts com el biògraf de Johnson, l'escocès James Boswell, el bisbe de Dromore Thomas Percy, el poeta, novel·lista i dramaturg irlandès Oliver Goldsmith, la novel·lista anglesa i periodista Frances Burney coneguda pel seu matrimoni com Madame D'Arblay o Georg Friedrich Handel. Les seves cartes suposen una valoració de literats i pintors anglesos del seu temps.